# Georg Wittig
Georg Friedrich Karl Wittig (Berlijn, 16 juni 1897 – Heidelberg, 26 augustus 1987) was een Duitse chemicus die in 1979 de Nobelprijs voor de Scheikunde won.

## Leven
Wittig, geboren in Berlijn als zoon van Gustav Wittig, hoogleraar kunst aan de Universiteit van Berlijn, en Martha Dombrowski, begon scheikunde te studeren aan de universiteit van Tübingen in 1916, maar werd kort daarna opgeroepen voor militaire dienst in de Eerste Wereldoorlog. Hij werd krijgsgevangen genomen. Na de oorlog studeerde hij chemie in Marburg, waar hij in 1923 afstudeerde en in 1926 de habilitatie bekwam. Hij werd dan privaatdocent onder prof. Hans Meerwein in Marburg tot 1932, toen hij assistent-hoogleraar werd aan de Technische Hogeschool Braunschweig. In 1937 werd hij professor in Freiburg bij Hermann Staudinger. Hij werd toen ook lid van de NSDAP. In 1944 werd hij professor in Tübingen. Van 1956 tot 1967 was hij professor in Heidelberg.

## Werk
Tijdens zijn periode in Braunschweig ontdekte Wittig de halogeen/metaal-uitwisselingsreactie met broom/lithium. Vrijwel gelijktijdig en onafhankelijk van Wittig gebeurde dit ook door Henry Gilman in de Verenigde Staten.
Wittig ontdekte ook de later naar hem genoemde Wittig-omlegging van ethers tot alcoholen. Deze reactie is van belang voor de stereoselectieve synthese van alcoholen:
{\displaystyle {\mathsf {R'{-}\!\!\!\!{\overset {\displaystyle H \atop \vert }{\underset {\vert  \atop \displaystyle \ \ R''}{C}}}\!\!\!\!{-}O{-}R+{\color {Gray}{R'''{-}Li}}\ \longrightarrow \ R'{-}\!\!\!\!{\overset {\displaystyle R \atop \vert }{\underset {\vert  \atop \displaystyle \ \ R''}{C}}}\!\!\!\!{-}O{-}Li+{\color {Gray}{R'''{-}H}}\ \xrightarrow {\displaystyle H^{+}} \ R'{-}\!\!\!\!{\overset {\displaystyle R \atop \vert }{\underset {\vert  \atop \displaystyle \ \ R''}{C}}}\!\!\!\!{-}O{-}H}}}
Wittig is voornamelijk bekend geworden door naar hem benoemde synthese van alkenen: de Wittig-reactie, die voor het eerst in 1954 gepubliceerd werd. Hierin reageert een keton of een aldehyde met een trifenyl-fosforylide (een zgn. Wittig-reagens) tot een alkeen. Op kleine schaal is deze reactie een van de belangrijkste voor de synthese van alkenen. De reactie werd al snel industrieel toegepast voor de synthese op grote schaal van retinol (vitamine A); hiervoor verkreeg Wittig samen met prof. Horst Pommer van BASF in 1956 een Duits octrooi. De drijvende kracht van de reactie is de vorming van een binding tussen fosfor en zuurstof. Voor de ontwikkeling van deze chemie ontving Wittig in 1979 met de chemicus Herbert Charles Brown, die op het gebied van boorchemie werkte, de Nobelprijs voor de Scheikunde.
In 1956 kon Wittig het zeer reactieve aryn 1,2-didehydrobenzeen (benzyn) aantonen.
1901: Van 't Hoff ·
1902: E. Fischer ·
1903: Arrhenius ·
1904: Ramsay ·
1905: Baeyer ·
1906: Moissan ·
1907: Buchner ·
1908: Rutherford ·
1909: Ostwald ·
1910: Wallach ·
1911: Curie ·
1912: Grignard, Sabatier ·
1913: Werner ·
1914: Richards ·
1915: Willstätter ·
1918: Haber ·
1920: Nernst ·
1921: Soddy ·
1922: Aston ·
1923: Pregl ·
1925: Zsigmondy ·
1926: Svedberg ·
1927: Wieland ·
1928: Windaus ·
1929: Harden, Euler-Chelpin ·
1930: H. Fischer · 
1931: Bosch, Bergius ·
1932: Langmuir ·
1934: Urey ·
1935: F. Joliot-Curie, I. Joliot-Curie ·
1936: Debye ·
1937: Haworth, Karrer ·
1938: Kuhn ·
1939: Butenandt, Ružička ·
1943: Hevesy · 
1944: Hahn ·
1945: Virtanen ·
1946: Sumner, Northrop, Stanley ·
1947: Robinson · 
1948: Tiselius · 
1949: Giauque ·
1950: Diels, Alder ·
1951: McMillan, Seaborg ·
1952: Martin, Synge ·
1953: Staudinger ·
1954: Pauling ·
1955: Vigneaud ·
1956: Hinshelwood, Semjonov ·
1957: Todd ·
1958: Sanger ·
1959: Heyrovský ·
1960: Libby ·
1961: Calvin ·
1962: Perutz, Kendrew ·
1963: Ziegler, Natta ·
1964: Hodgkin ·
1965: Woodward ·
1966: Mulliken ·
1967: Eigen, Norrish, Porter ·
1968: Onsager ·
1969: Barton, Hassel ·
1970: Leloir ·
1971: Herzberg ·
1972: Anfinsen, Moore, Stein · 
1973: E.O. Fischer, Wilkinson · 
1974: Flory ·
1975: Cornforth, Prelog ·
1976: Lipscomb ·
1977: Prigogine · 
1978: Mitchell ·
1979: Brown, Wittig ·
1980: Berg, Gilbert, Sanger ·
1981: Fukui, Hoffmann ·
1982: Klug ·
1983: Taube ·
1984: Merrifield ·
1985: Hauptman, Karle ·
1986: Herschbach, Lee, Polanyi ·
1987: Cram, Lehn, Pedersen ·
1988: Deisenhofer, Huber, Michel ·
1989: Altman, Cech ·
1990: Corey ·
1991: Ernst ·
1992: Marcus ·
1993: Mullis, Smith ·
1994: Olah ·
1995: Crutzen, Molina, Rowland ·
1996: Curl, Kroto, Smalley ·
1997: Boyer, Walker, Skou ·
1998: Kohn, Pople ·
1999: Zewail ·
2000: Heeger, MacDiarmid, Shirakawa ·
2001: Knowles, Noyori, Sharpless ·
2002: Fenn, Tanaka, Wüthrich ·
2003: Agre, MacKinnon ·
2004: Ciechanover, Hershko, Rose ·
2005: Grubbs, Schrock, Chauvin ·
2006: Kornberg ·
2007: Ertl ·
2008: Shimomura, Chalfie, Tsien ·
2009: Steitz, Yonath, Ramakrishnan ·
2010: Heck, Negishi, Suzuki ·
2011: Shechtman ·
2012: Kobilka, Lefkowitz ·
2013: Karplus, Levitt, Warshel ·
2014: Betzig, Hell, Moerner ·
2015: Lindahl, Modrich, Sancar ·
2016: Sauvage, Stoddart, Feringa ·
2017: Dubochet, Frank, Henderson · 
2018: Arnold, Winter, Smith ·   
2019: Goodenough, Whittingham, Yoshino ·
2020: Charpentier, Doudna ·
2021: List, MacMillan ·
2022: Bertozzi, Meldal, Sharpless ·
2023: Bawendi, Brus, Jekimov ·
2024: Baker, Hassabis, Jumper